# Новохопёрск
Новохопёрск — город (с 1710) в России, административный центр Новохопёрского района Воронежской области и городского поселения Новохопёрск.
Город входит в список исторических городов России.
Население — 5488 чел. (2025).

## География
Город расположен на правом берегу реки Хопёр (приток Дона) на высоте 50-70 м над уровнем реки, в 202 км от Воронежа.
Исторический центр города окружают с севера, через овраг — Крымская (Косымская) гора, с юга, через южный овраг — Казачья гора, а ещё через один лог — Селиванова гора.
От Новохопёрска до ближайшей железнодорожной станции Новохопёрск на линии «Лиски — Поворино» — 5 км.

## История
В середине XVII века будущий Новохопёрский уезд располагался в западной части территории «жилища донских казаков». Здесь на берегах Хопра во второй половине XVII века хопёрскими казаками было основано несколько поселений — городки:
- Беляевский,
- Григорьевский
- Пристанский.

В Пристанском была верфь. На ней в 1698—1699 годах кумпанствами князя Б. А. Голицына, Ф. Ю. Ромодановского и стольника И. Большого-Дашкова были построены и спущены на воду три судна: «Безбоязнь», «Благое начало» и «Соединение». Этот городок являлся значительным торговым пунктом на так называемой «Ордобозарной дороге», связывавший Москву (через Рязань и Касимов) с Астраханью. Уже с XVII века эта дорога стала именоваться «Хопёрской», а с XVIII века — «Астраханским трактом». Пристанский городок размешался на берегу Хопра, с юга от холма, на котором сейчас расположен исторический центр города, в устье Мамаева оврага, у подошвы Казачьей горы. Там же впоследствии разместилась Казачья слобода. Именно здесь проходила проезжая торговая дорога.
В период существования первого поселения — Пристанского городка (середина XVII века — 1709 год), были заложены функции будущего города Новохопёрска. Активное участие жителей Пристанского городка в восстании Степана Разина (1670—1671), а затем в восстании Кондратия Булавина (1707—1708) привело к тому, что Пётр I приказал выжечь казачьи городки на Хопре, в том числе и Пристанский.
Вскоре, однако, опять же по приказу царя и по его плану, на пепелище Пристанского была основана новая Хопёрская земляная крепость, с верфью при ней. Ибо начиналось строительство судов для первой Азовской флотилии. Крепость была заложена в 1710 году на высоком береговом холме по чертежу, составленному Петром I. Чертёж крепости был прислан Азовскому губернатору адмиралу графу Апраксину, а тот сооружение крепости поручил Воронежскому вице-губернатору С. А. Колычёву. В восточной и южной стенах крепости были проездные ворота, от которых расходились дороги вниз к реке, по плато, вокруг крепости. 1710 год и стал считаться в официальной историографии годом основания Новохопёрска.
В 1715 году был в крепости построен деревянный Воскресенский собор, а через полтора столетия на его месте появился каменный. Хопёрская крепость возводилась из расчёта на полторы тысячи служивых людей, её окружал земляной вал и деревянные башни с 26 пушками. В 1716 году здесь были расквартированы драгунские и солдатские роты. В 1732 году рядом с крепостью, напротив её южных ворот, был построен деревянный собор Николая Чудотворца, располагавшийся на месте нынешней Крестовоздвиженской церкви.
От восточных ворот крепости к Хопру сразу спускалась крутая извилистая дорога («старый козацкий тракт», булыжное покрытие которой частично сохранилось и поныне), вторая дорога сначала шла на север вдоль бровки береговой террасы (ныне ул. Карла Маркса), а затем круто уходила вниз-к корабельной верфи (ул. Въезжая, также сохранившая булыжное покрытие).
В 1768 году указом Екатерины II для оказания содействия сухопутным войскам в борьбе с турецким флотом и недопущения высадки десантов на Чёрном и Азовском морях была создана «Донская экспедиция». Начальником экспедиции был назначен контр-адмирал Алексей Наумович Сенявин. В Новохопёрске была устроена судоферфь. В 1769—1870 годах на Новохопёрской верфи были выстроены боты «Елань», «Хопёр» и др. Первая эскадра состояла из кораблей «Таганрог», «Корона», бота «Курьер» и фрегата «Второй», вторая эскадра — из 16-пушечного двухмачтового «Хотина», кораблей «Азов», «Новопавловск», «Морея» и фрегата «Первый». В 1771 году фрегат «Первый» был переведён с верфи в Таганрог для достройки, в составе экипажа на нём находился будущий непобедимый флотоводец Ф. Ф. Ушаков. Позднее, благодаря Ушакову, уже капитану корабля «Модон», в Крыму был основан город Севастополь.
Экипажами кораблей, построенных на Хопре, героически проявили себя в войне с Турцией 1768—1774 годов. Всего на Новохопёрской верфи было построено более 30 судов, вошедших в состав первой Черноморской флотилии.

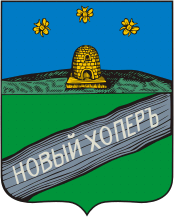
Герб Новохопёрска (16 августа 1781)
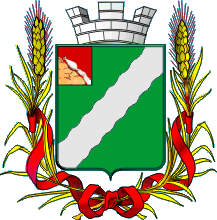
Проект герба Новохопёрска (1859)
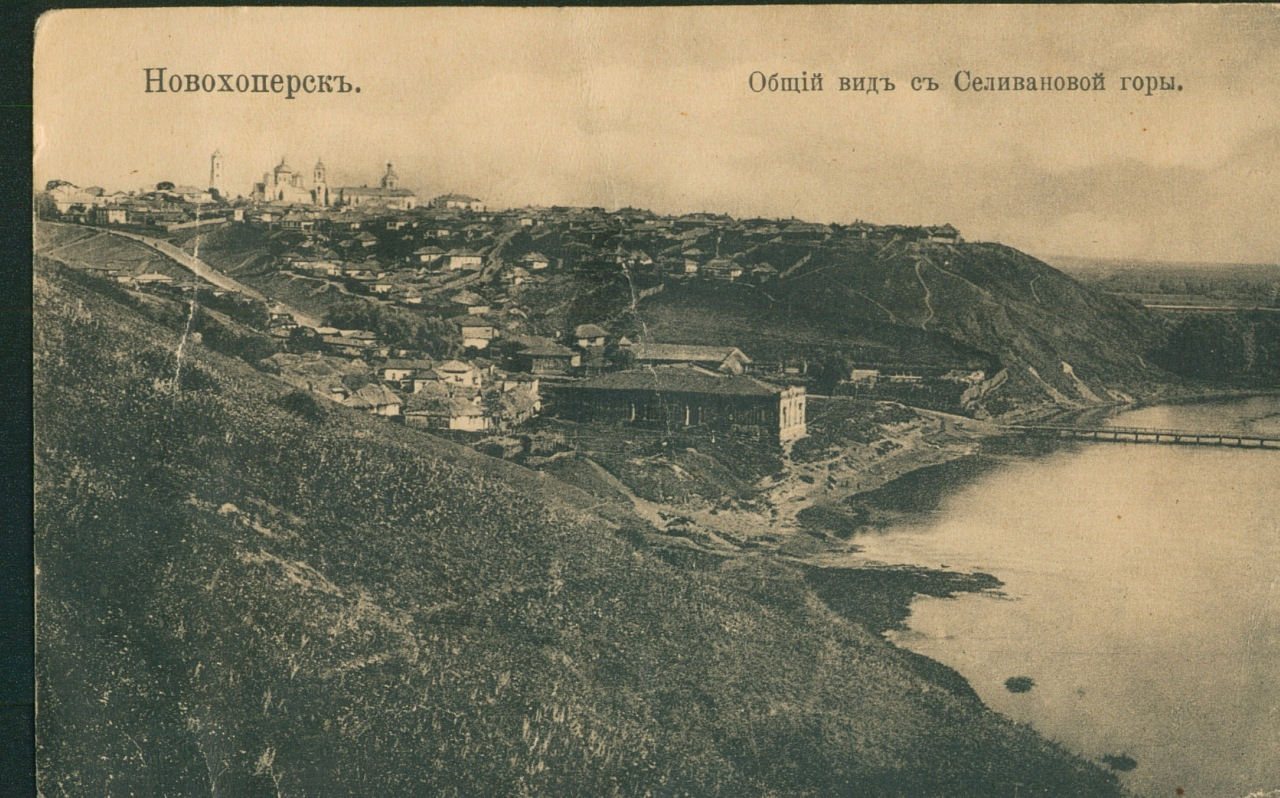
Общий вид с Селивановой горы (конец XIX — начало XX веков)

В 2013 году в посёлке проходили Акции в защиту Хопра.

## График населения
| 1856  | 1859  | 1897  | 1913  | 1926  | 1931  | 1939  | 1959  | 1970  |
| ----- | ----- | ----- | ----- | ----- | ----- | ----- | ----- | ----- |
| 4300  | ↗5217 | ↗5945 | ↗7400 | ↘7100 | ↘6900 | ↗8500 | ↗8900 | ↘8700 |
| 1979  | 1989  | 1992  | 1996  | 1998  | 2000  | 2001  | 2002  | 2003  |
| ↗8800 | ↘8000 | →8000 | ↗8200 | →8200 | ↘7900 | ↘7800 | ↘7640 | ↘7600 |
| 2005  | 2006  | 2007  | 2008  | 2009  | 2010  | 2011  | 2012  | 2013  |
| ↘7300 | ↘7200 | ↘7000 | ↘6900 | ↘6814 | ↗6849 | ↘6800 | ↘6709 | ↘6574 |
| 2014  | 2015  | 2016  | 2017  | 2018  | 2020  | 2021  | 2025  |       |
| ↘6472 | ↘6380 | ↘6247 | ↘6188 | ↘6108 | ↘5855 | ↗5948 | ↘5488 |       |

На 1 января 2025 года по численности населения город находился на 1057-м месте из 1124 городов Российской Федерации.

## Известные уроженцы
Лев Константинович Науменко (1933—2020) — доктор философских наук, профессор, специалист по диалектике.
Василий Васильевич Литвинов (1873—1941) — краевед, преподаватель Новохоперского городского училища (1898—1910). В 1910 г. переехал в Воронеж, где получил должность главного хранителя Воронежского губернского музея. Одновременно заведующий библиотекой музея (с 1921). Заведующий внешкольным образованием Воронежского уездного отдела народного образования (1918—1922). Необоснованно был репрессирован в 1930 году по так называемому «делу краеведов». В 1934 году досрочно освобожден, работал в Воронежском управлении статистики. С середины 1890-х годов помещал информационные заметки в газетах «Дон» и «Воронежский телеграф». С начала XX века стал заниматься биографиями выдающихся уроженцев края, историей учебных заведений, историографией и библиографией краеведения.
Николай Иванович Иорданский (1876—1928) — русский журналист, публицист, общественно-политический деятель, советский дипломат.

## Экономика
Предприятия пищевой промышленности, маслодельный завод, производство стройматериалов.
В Новохоперском издавна есть народный промысел известный в СССР и России — женщины и девушки, вяжут с красивою каймой, мягкие, теплые пуховые платки, они ни в чём не уступают оренбургским пуховым платкам. Зимой заменяют головные уборы. Пух для изготовления платков стригут с коз. Родиной появления платков считается село Русаново Новохоперского района.

## Упоминания в литературе
- Новохопёрск был упомянут в романе Ильфа и Петрова «Двенадцать стульев»: в записке, адресованной мадам Грицацуевой, Остап Бендер сообщил, что именно в этот город он должен срочно выехать с докладом (в фильме — «в Новохопёрск с докладом на заседание Малого Совнаркома»). Видимо, уже тогда город воспринимался как символ, и мог претендовать на титул «столицы российской провинции», как и расположенный неподалёку Урюпинск.
- Возле Новохопёрска разворачиваются события романа Андрея Платонова «Чевенгур».
- Глава 15 повести Аркадия Гайдара «Школа» начинается с фразы «Уже несколько дней шли бои под Новохопёрском».

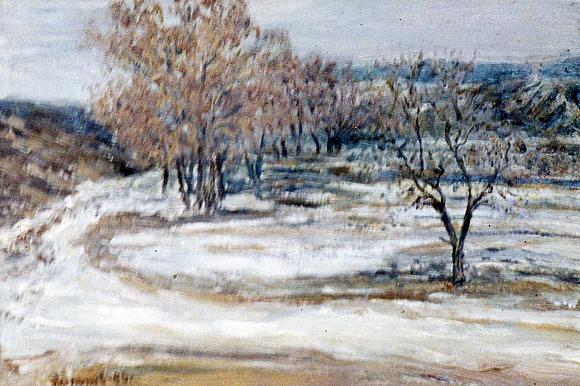
Ранняя весна, окрестности Новохоперского (1986). Картина Александра Пыльнева

## Города-побратимы
Чешский город Готвальдов (ныне Злин) ранее был побратимом Новохопёрска.